# Андрійчук Юрій Андрійович
Юрій Андрійович Андрійчук (26 вересня 1948 року, с. Личі-Раківка, Попільнянський район, Житомирська область, Українська РСР, СРСР) — український політик, голова Житомирської обласної державної адміністрації (16 червня 2006 — 12 грудня 2006).

## Біографія
Народився 26 вересня 1948 року у с. Личі-Раківка Попільнянського р-ну Житомирської області.
У 1971 році закінчив Українську сільськогосподарську академію.
У 1998 році закінчив Харківську державну академію міського господарства. Кандидат економічних наук. Кандидатська дисертація «Менеджмент фінансових потоків підприємств енергетичних систем» (Європейський університет фінансів, інформаційних систем, менеджменту і бізнесу, 2001 року).
Трудову діяльність починав робітником електроцеху Корнинського цукрокомбінату Житомирської області.
У 1971—1994  роках — майстер, виконавець робіт, головний інженер житомирської мехколони № 6.
З 08.1994 р. року — директор Житомирського Західного підприємства електромереж.
З 04.1998 по 11.2001 року — голова правління ДАЕК «Житомиробленерго», голова правління ВАТ "Енергопостачальна компанія «Житомиробленерго».
З 11.2001 по 11.2003 року — заступник Державного секретаря Міністерства палива та енергетики України.
З ліквідацією інституту держсекретарів у 2003 році — директор з питань взаємовідносин з енергогенеруючими компаніями дочірнього підприємства «Газ України» Національної акціонерної компанії «Нафтогаз України».
З 08.2004 по 06.2006 року — член Національної комісії регулювання електроенергетики України.
Указом Президента України від 16 червня 2006 року № 528/2006 призначений головою Житомирської обласної державної адміністрації.
Учасник ліквідації аварії на Чорнобильській АЕС.
Заслужений енергетик України.
Нагороджений орденом «За заслуги» III ст., Почесною грамотою Президії Верховної Ради УРСР, Почесною грамотою Кабінету Міністрів України.
Почесний громадянин міста Житомира.

## Джерело
- Біографія Андрійчука Ю. А.[недоступне посилання з червня 2019]